# Сенегальский батис
Сенегальский батис (лат. Batis senegalensis) — вид воробьиных птиц из семейства сережкоглазок. Подвидов не выделяют.

## Распространение
Обитают в Западной Африке.

## Описание
Длина тела 10 см. Вес 8-11.4 г. Окрашены контрастно: в чёрный, серый, белый (и иногда рыжий) цвета. Ноги и клюв чёрные. Самцы и самки различаются внешне. Самец сверху тёмно-шиферно-серый с коричневым ободком, чёрной «маской» и хвостом. Верх горлышка и нижняя сторона тела белые.
У самки более бледная спинка, а также есть рыжеватый «передник».

## Биология
Питаются членистоногими. Гнездо строят самец и самка вместе. В кладке обычно бывает два яйца, насиживает их только самка.